# Schlacht von Masoller
Die Schlacht von Masoller am 1. September 1904 war die letzte militärische Auseinandersetzung des Bürgerkriegs in Uruguay zwischen den regierenden Colorados und den aufständischen Blancos. Die Schlacht, die nur wenige Stunden dauerte, endete mit einem Sieg der Colorados.
Die namensgebende Siedlung Masoller befindet sich in Norduruguay nahe der Grenze zu Brasilien. Die kurze Distanz zum Nachbarland erwies sich später als bedeutend für den Ausgang der Schlacht, denn der besiegte Blanco-Caudillo Aparicio Saravia floh nach Brasilien, wo er wenige Tage später an einer im Kampf erlittenen Schussverletzung starb.